# Real Cadena Victoriana
La Real Cadena Victoriana es una condecoración, instituida en 1902 por el rey Eduardo VII del Reino Unido, como distinción personal del monarca (es decir, no es una medalla concedida por el gobierno británico o por el gobierno de cualquiera de los reinos de la Mancomunidad de Naciones). Aunque es similar en apariencia a la Real Orden Victoriana, los dos premios no están relacionados.
La Real Cadena Victoriana no confiere a los destinatarios ningún tratamiento o título —de hecho, la cadena ni siquiera da precedencia dentro de cualquier sistema de honores de la Mancomunidad de Naciones— aunque representa una muestra personal de alta distinción y estima del monarca.

## Concesión

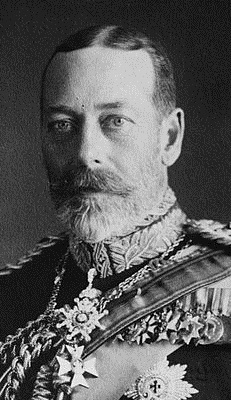
El rey Jorge V portando la Cadena.

La cadena puede ser conferida a hombres y mujeres, tanto de los reinos como a extranjeros. Hay, al menos, diez beneficiarios que viven, de los cuales sólo cuatro no eran jefes de Estado en su nombramiento: el conde de Airlie (1997), ex gran chambelán de la Casa de la Reina; el exarzobispo de Canterbury, Lord Carey (2002) que asesoró a la reina durante su annus horribilis; el exarzobispo de Canterbury, Rowan Williams (2012) y más recientemente el conde Peel (2021), ex gran chambelán de la Casa de la Reina. Los jefes de Estado que son beneficiarios de la cadena son la reina Margarita II de Dinamarca, el rey Carlos XVI Gustavo de Suecia y el rey Harald V de Noruega; exjefes de Estado son la princesa Beatriz de los Países Bajos, el rey Juan Carlos I de España y el expresidente de Portugal António Ramalho Eanes.

## Descripción
La cadena es de oro, decorada con motivos de la rosa Tudor, el cardo, el trébol y la flor de loto (símbolos de Inglaterra, Escocia, Irlanda y la India, respectivamente), y una corona, con la cifra del rey Eduardo VII esmaltada en rojo "ERI" (Edwardus Rex Imperator), rodeada por una corona de oro para los hombres, en la que se suspende la placa. La cadena se usa alrededor del cuello en hombres, o con los cuatro motivos y algunos eslabones fijos a una cinta en forma de arco (azul con bordes rojo-blanco-rojo) en el hombro izquierdo en mujeres. Sin embargo, la hermana de la reina, la princesa Margarita, llevaba su cadena alrededor del cuello, como los beneficiarios masculinos.
La insignia es una cruz de Malta de oro, esmaltada de blanco; el medallón en forma oval de su centro representa a la cifra imperial y real de Victoria, "VRI" (Victoria Regina Imperatrix) sobre un fondo rojo, rodeado por una corona-anillo azul con la palabra "Victoria". Tanto la corona y la cifra de la reina Victoria están salpicados de diamantes.
La Real Cadena Victoriana debe ser devuelta al monarca tras la muerte del beneficiario.

## Actuales poseedores de la Cadena
| Nombre                       | Conocido por                | Año de concesión | Edad actual |
| ---------------------------- | --------------------------- | ---------------- | ----------- |
| Margarita II de Dinamarca    | Exreina de Dinamarca        | 1974             | 84 años     |
| Carlos XVI Gustavo de Suecia | Rey de Suecia               | 1975             | 78 años     |
| Beatriz de los Países Bajos  | Exreina de los Países Bajos | 1982             | 87 años     |
| António Ramalho Eanes        | Expresidente de Portugal    | 1985             | 90 años     |
| Juan Carlos I de España      | Rey de España emérito       | 1986             | 87 años     |
| Harald V de Noruega          | Rey de Noruega              | 1994             | 88 años     |
| El conde de Airlie           | Ex lord chambelán           | 1997             | 98 años     |
| Lord Carey de Clifton        | Exarzobispo de Canterbury   | 2002             | 89 años     |
| Lord Williams de Oystermouth | Exarzobispo de Canterbury   | 2012             | 74 años     |
| El conde de Peel             | Ex lord chambelán           | 2021             | 78 años     |